# Clubiona elaphines
Clubiona elaphines là một loài nhện trong họ Clubionidae.
Loài này thuộc chi Clubiona. Clubiona elaphines được Arthur T. Urquhart. miêu tả năm 1893.